# Byram, Mississippi
Byram là một thành phố thuộc quận Hinds, tiểu bang Mississippi, Hoa Kỳ. Năm 2010, dân số của thành phố này là 11 489 người.

## Dân số
- Dân số năm 2000: 7 386 người.
- Dân số năm 2010: 11 489 người.